# 陈长智
陈长智（1939年—2022年12月29日），字小梅，男，天津人，中国画家，中央美术学院教授、一级美术师。

## 家庭
祖父陈嘉言。父亲陈少梅，母亲冯忠莲。妻子林庆萍。